# Kawik Techaba!
Kawik Techaba! es un anime japonés de 2004 producido por Toei Animation.

## Doblaje Latinoamérica
| Personaje  | México                  | Otros trabajos             |
| Kawik      | Édgar Benalán           | - Charlie Parker           |
| Tarakaw    | Carlos Ortiz Castañeda  | - Clirnese                 |
| Kaw Batuit | Miguel Ángel Ghigliazza | - Danny Trejo - Héctor Ado |
| Ahaked     | José Arenas             | - Jake                     |
| Tariko     | Ariadna Rivas           | - Número 5                 |
| Shehiko    | Humberto Vélez          | - Homero                   |
| Ischita    | Gabriela Alonso         | - Amy Jersan               |
| Sururiko   | Víctor Ramírez          | - Astiolm                  |
| Kararito   | Raúl Ramos              | - Kenilman - Denzel Saur   |
| Ekohiot    | Arturo Banderas         |                            |